# Coelioxys trancas
Coelioxys trancas är en biart som beskrevs av toro, Fritz och > 1993. Coelioxys trancas ingår i släktet kägelbin, och familjen buksamlarbin. Inga underarter finns listade i Catalogue of Life.